# The Forgiven (película de 2021)
The Forgiven (en España: Los perdonados) es una película dramática estadounidense de 2021 escrita y dirigida por John Michael McDonagh, basada en la novela de 2012 del mismo nombre de Lawrence Osborne, y protagonizada por Ralph Fiennes y Jessica Chastain
The Forgiven tuvo su estreno mundial en el Festival Internacional de Cine de Toronto el 11 de septiembre de 2021, y fue estrenada en los Estados Unidos el 1 de julio de 2022 por Roadside Attractions y Vertical Entertainment.

## Argumento
El matrimonio David y Jo Henninger viajan a Marruecos en un esfuerzo por aliviar la tensión que se ha estado acumulando entre ellos. En una curva, David golpea y mata accidentalmente a un joven adolescente que sostiene un fósil.
Después de llevar el cuerpo del adolescente fallecido, identificado como Driss, a la casa de su amigo Richard Galloway durante una celebración, David accede a reportar la muerte como accidental ya que conducía ebrio. Al día siguiente, David viaja con el padre de Driss y el intérprete Anouar de regreso a la casa de Driss, donde será enterrado.
Mientras tanto, Jo se queda atrás y se involucra en libertinajes y actividades organizadas por Richard. Incluso tiene una aventura adúltera con uno de los invitados. Mientras viajaba de regreso con Anouar, David confiesa que ocultó la identificación de Driss a pesar de las protestas de Jo y admite que el accidente fue culpa suya.
Esa noche, después de reunirse con Jo, tanto ella como David abandonan la fiesta una vez que la mayoría de los invitados se van. Al pasar por el lugar de la muerte de Driss, se enfrentan a su amigo, que está armado con un revólver. Presionado por un David angustiado, el amigo mata a tiros a David para horror de Jo antes de alejarse en la distancia.

## Reparto
- Ralph Fiennes - David Henninger
- Jessica Chastain - Jo Henninger
- Matt Smith - Richard Galloway
- Ismael Kanater - Abdellah Taheri
- Caleb Landry Jones - Dally Margolis
- Saïd Taghmaoui - Anouar
- Christopher Abbott - Tom Day
- Abbey Lee - Cody
- Mourad Zaoui - Hamid
- Marie-Josée Croze - Isabelle Péret
- Alex Jennings - Lord Swanthorne
- Briana Belle - Maribel

## Producción
La película se anunció en mayo de 2018 para ser escrita y dirigida por John Michael McDonagh, con Ralph Fiennes, Rebecca Hall, Mark Strong y Saïd Taghmaoui como protagonistas. El rodaje estaba previsto que comenzara a principios de 2019 en Marruecos. Caleb Landry Jones fue elegido en enero de 2019. En diciembre, Jessica Chastain entró en negociaciones para unirse al elenco, y entonces la filmación se programó para comenzar a principios de 2020. Marie-Josée Croze se unió más tarde al elenco de la película.[7] En octubre de 2020, se informó que Matt Smith, Christopher Abbott, Ismael Kanater, Alex Jennings y Abbey Lee se habían unido al elenco de la película, con Focus Features distribuyéndola en todo el mundo excepto Norteamérica.
El rodaje principal comenzó en febrero de 2020. En marzo de 2020, la producción de la película se detuvo debido a la pandemia de COVID-19. En septiembre de 2020, el rodaje se reanudó en Marruecos tras una pausa de seis meses.

## Lanzamiento
The Forgiven tuvo su estreno mundial en el Festival Internacional de Cine de Toronto, el 11 de septiembre de 2021. En noviembre de 2021, se anunció que Roadside Attractions y Vertical Entertainment habían adquirido los derechos de distribución cinematográfica y de video de la película en América del Norte, respectivamente, con Focus Features y Universal Pictures distribuyendo en el resto del mundo. Fue lanzada en los Estados Unidos el 1 de julio de 2022 y en el Reino Unido el 2 de septiembre de 2022.
La película se estrenó para plataformas VOD el 19 de julio de 2022, seguida de un lanzamiento en Blu-ray y DVD el 13 de septiembre de 2022.[14]